# Rolls-Royce RR500
El Rolls-Royce RR500 es una familia de pequeños motores de turbina de gas que está siendo desarrollado por Rolls-Royce Corporation. La variante del RR500TP turbohélice está pensado para ser utilizado en aviones pequeños. El RR500TS es la variante turboeje diseñada para helicópteros ligeros.

## Diseños y desarrollo
El RR500 es un derivado más grande del Rolls-Royce RR300 turboeje, con el núcleo del motor rediseñado para incrementar su potencia.
El peso básico del motor con accesorios es de 113 kg (250 lb). El modelo produce en torno a 500 c.v. (373 kW) en despacio y puede generar 380 c.v. en uso continuo. Como su predecesor el Rolls-Royce Modelo 250 y todos los motores de turbina (incluyendo al competidor Pratt & Whitney Canada PT6), utilizará jet A-1 antes que avgas. También requerirá un mantenimiento menos frecuentes que los motores de pistón de potencia similar, aunque con los elevados costes de mantenimiento asociados a los motores de turbina.
Una variante RR500TS turboeje está también en desarrollo, que representará un derivado del Rolls-Royce Modelo 250-C20R de 450 c.v.
Rolls-Royce ha anunciado la firma de un Memorandum de entendimiento con Mooney y PZL-Swidnik para plantear futuras aplicaciones del RR500, aunque todavía no se han planteado nuevas aplicaciones.

## Variantes
RR500TP
RR500TS

## Especificaciones (RR500 propuesto)
Datos de: Rolls-Royce
- tipo=Turbohélice de doble engranaje
- longitud=43,1 plg (1094,7 mm)
- diámetro=23,4 plg (594,4 mm)
- peso= 113 kg (250 lb)
- compresor=Centrífugo de una etapa
- potencia=500 c.v.
- compresión=7,5:1
- consumo=27,4 gph (crucero)
- potencia/peso=2,0:1